# Municipio de Huehuetla (Hidalgo)
El municipio de Huehuetla es uno de los ochenta y cuatro municipios que conforman el estado de Hidalgo, México. La cabecera municipal y la localidad más poblada es Huehuetla.
El municipio se localiza al oriente del territorio hidalguense entre los paralelos 20°23′ y 20°41′ de latitud norte; los meridianos 97°59′ y 98°11′ de longitud oeste; con una altitud entre 100 y 1700 m s. n. m. Este municipio cuenta con una superficie de 213.91 km², y representa el 1.03 % de la superficie del estado; dentro de la región geográfica denominada como la sierra de Tenango.
Colinda al norte con el estado de Veracruz de Ignacio de la Llave; al este con el estado de Veracruz de Ignacio de la Llave y con el estado de Puebla; al sur con el estado de Puebla y con el municipio de Tenango de Doria; al oeste con los municipios de Tenango de Doria y San Bartolo Tutotepec.

## Toponimia
Del náhuatl weweh ‘viejo’ y -tlan ‘lugar donde abunda’ por lo que su significado sería: ‘Lugar de viejos o ancianos’.

## Geografía

### Relieve e hidrográfica
En cuanto a fisiografía se encuentra dentro de las provincias de Sierra Madre Oriental; dentro de la subprovincia de Carso Huasteco. Su territorio es completamente sierra. Con mayor altitud están los cerros de Nanjuai y Ocotal con una altura de 1600 m s. n. m., el cerro de Chamisal de 1330 m s. n. m., el cerro de Chapingo y el de la Luna de 1100 m s. n. m.; también tenemos que los cerros la Esperanza 2 y Juntas Chicas, alcanzan una altura de 300 m s. n. m.
En cuanto a su geología corresponde al periodo cretácico (51.0%), paleógeno (27.57%) y jurásico (21.0%). Con rocas tipo sedimentaria: caliza–lutita (48.0%) lutita–arenisca (35.57%) y caliza (16.0%). En cuanto a edafología el suelo dominante es umbrisol (56.0%), luvisol (36.57%), leptosol (4.0%) y phaeozem (3.0%).
En lo que respecta a la hidrología se encuentra posicionado en la región hidrológica de Tuxpan – Nautla; en la cuenca del río Tuxpan; dentro de la subcuenca de río Pantepec (86.0%) y río Vinazco (14.0%) . En el municipio se encuentra el río Chiflón, que sirve de límite entre el estado de Veracruz y el estado de Hidalgo. El río Huehuetla o Pantepec pasa por la cabecera municipal y, desemboca en el río Tuxpanicatlán; el río Blanco que sirve de límite entre el estado de Hidalgo y el estado de Puebla.

### Clima
El territorio municipal se encuentran los siguientes climas con su respectivo porcentaje: Semicálido húmedo con lluvias todo el año (78.0%), cálido húmedo con lluvias todo el año (19.0%) y templado húmedo con lluvias todo el año (3.0%).

### Ecología
En cuanto a flora está formada por eucalipto, pino, encino, ocote, manzanilla, encino negro, uña de gato, oyamel, cedro rojo, además de especies no maderables como: Hongos, palma camedor, musgo, también podemos encontrar, árboles de manzana, durazno, capulín y pera. En cuanto a fauna es variada ya que se encuentra tigrillo, gato montés, lobo, venado, serpiente, conejo, liebre, zorrillo, tlacuache, armadillo, ardilla y comadreja, además de una gran variedad de reptiles y aves como codorniz, perdiz, palomas, cojolite, jilguero, calandria, colibrí, tucán, pájaro carpintero, gavilán, zopilote, águila, tucanillo, guacamaya, cenzontle y cotorros. .

## Demografía

### Población
De acuerdo a los resultados que presentó el Censo Población y Vivienda 2020 del INEGI, el municipio cuenta con un total de 22 846 habitantes, siendo 11 016 hombres y 11 830 mujeres. Tiene una densidad de 106.8 hab/km², la mitad de la población tiene 29 años o menos, existen 93 hombres por cada 100 mujeres.
El porcentaje de población que habla lengua indígena es de 49.40 %, y el porcentaje de población que se considera afromexicana o afrodescendiente es de 3.69 %. ELas principales lenguas indígenas, que se hablan son el Otomí de la Sierra (86.2 %), y el Tepehua de Huehuetla (13.0 %).
Tiene una Tasa de alfabetización de 97.9 % en la población de 15 a 24 años, de 66.6 % en la población de 25 años y más. El porcentaje de población según nivel de escolaridad, es de 24.4 % sin escolaridad, el 50.9 % con educación básica, el 16.5 % con educación media superior, el 8.1 % con educación superior, y 0.1 % no especificado.
El porcentaje de población afiliada a servicios de salud es de 87.3 %. El 1.6 % se encuentra afiliada al IMSS, el 93.9 % al INSABI, el 4.0 % al ISSSTE, 0.4 % IMSS Bienestar, 0.1 % a las dependencias de salud de PEMEX, Defensa o Marina, 0.0 % a una institución privada, y el 0.1 % a otra institución. El porcentaje de población con alguna discapacidad es de 6.4 %. El porcentaje de población según situación conyugal, el 25.7 % se encuentra casada, el 29.6 % soltera, el 33.0 % en unión libre, el 4.7 % separada, el 0.3 % divorciada, el 6.7 % viuda.
Para 2020, el total de viviendas particulares habitadas es de 6266 viviendas, representa el 0.7 % del total estatal. Con un promedio de ocupantes por vivienda 3.6 personas. Predominan las viviendas con tabique y block. En el municipio para el año 2020, el servicio de energía eléctrica abarca una cobertura del 96.7 %; el servicio de agua entubada un 30.8 %; el servicio de drenaje cubre un 85.2 %; y el servicio sanitario un 95.8 %.

### Localidades
Para el año 2020, de acuerdo al Catálogo de Localidades, el municipio cuenta con 84 localidades.
| Código INEGI | Localidad                           | Población (2020) | Porcentaje (%) | Ámbito Población | Categoría Población |
| ------------ | ----------------------------------- | ---------------- | -------------- | ---------------- | ------------------- |
| 130270001    | Huehuetla                           | 2993             | 13.10          | Urbano           | Cabecera municipal  |
| 130270034    | San Antonio el Grande               | 2108             | 9.23           | Rural            | Comunidad           |
| 130270003    | San Lorenzo Achiotepec              | 1661             | 7.27           | Rural            | Comunidad           |
| 130270036    | San Esteban                         | 1645             | 7.20           | Rural            | Comunidad           |
| 130270041    | Santa Úrsula                        | 1432             | 6.27           | Rural            | Comunidad           |
| 130270037    | San Gregorio                        | 1195             | 5.23           | Rural            | Comunidad           |
| 130270005    | Barrio Aztlán                       | 1121             | 4.91           | Rural            | Comunidad           |
| 130270033    | San Ambrosio                        | 867              | 3.79           | Rural            | Comunidad           |
| 130270025    | El Ocotal                           | 782              | 3.42           | Rural            | Comunidad           |
| 130270020    | Juntas Chicas                       | 722              | 3.16           | Rural            | Comunidad           |
| 130270040    | Santa Inés                          | 543              | 2.38           | Rural            | Comunidad           |
| 130270002    | Acuautla                            | 527              | 2.31           | Rural            | Comunidad           |
| 130270059    | Linda Vista I (Mirasol)             | 515              | 2.25           | Rural            | Comunidad           |
| 130270090    | Cantarranas                         | 382              | 1.67           | Rural            | Ranchería           |
| 130270035    | San Clemente                        | 364              | 1.59           | Rural            | Ranchería           |
| 130270069    | Los Planes                          | 307              | 1.34           | Rural            | Ranchería           |
| 130270122    | Los Mangos                          | 305              | 1.34           | Rural            | Ranchería           |
| 130270038    | San Guillermo                       | 299              | 1.31           | Rural            | Ranchería           |
| 130270079    | Dos Caminos                         | 284              | 1.24           | Rural            | Ranchería           |
| 130270028    | El Paraíso                          | 273              | 1.19           | Rural            | Ranchería           |
| 130270050    | Río Beltrán                         | 267              | 1.17           | Rural            | Ranchería           |
| 130270015    | La Esperanza Número 1               | 263              | 1.15           | Rural            | Ranchería           |
| 130270051    | Palo Verde                          | 229              | 1.00           | Rural            | Ranchería           |
| 130270026    | El Padhí                            | 223              | 0.98           | Rural            | Ranchería           |
| 130270032    | Río Blanco                          | 221              | 0.97           | Rural            | Ranchería           |
| 130270077    | La Cruz                             | 213              | 0.93           | Rural            | Ranchería           |
| 130270011    | Chapingo                            | 199              | 0.87           | Rural            | Ranchería           |
| 130270121    | Las Aulas                           | 151              | 0.66           | Rural            | Ranchería           |
| 130270048    | El Xoñe                             | 145              | 0.63           | Rural            | Ranchería           |
| 130270112    | Linda Vista II                      | 132              | 0.58           | Rural            | Ranchería           |
| 130270031    | Poza Grande                         | 126              | 0.55           | Rural            | Ranchería           |
| 130270030    | El Plan del Recreo                  | 125              | 0.55           | Rural            | Ranchería           |
| 130270047    | Vista Hermosa                       | 121              | 0.53           | Rural            | Ranchería           |
| 130270044    | El Tempesquite                      | 118              | 0.52           | Rural            | Ranchería           |
| 130270022    | Loma de Buenavista                  | 118              | 0.52           | Rural            | Ranchería           |
| 130270029    | La Pimienta                         | 113              | 0.49           | Rural            | Ranchería           |
| 130270102    | Cerro de Chapingo                   | 106              | 0.46           | Rural            | Ranchería           |
| 130270123    | Los Naranjos                        | 105              | 0.46           | Rural            | Ranchería           |
| 130270007    | El Borbollón                        | 100              | 0.44           | Rural            | Ranchería           |
| 130270010    | Cerro del Tomate                    | 94               | 0.41           | Rural            | Ranchería           |
| 130270115    | La Loma de San Clemente             | 91               | 0.40           | Rural            | Ranchería           |
| 130270018    | Hermanos Galeana                    | 90               | 0.39           | Rural            | Ranchería           |
| 130270014    | El Encinal                          | 87               | 0.38           | Rural            | Ranchería           |
| 130270049    | La Tortuga                          | 87               | 0.38           | Rural            | Ranchería           |
| 130270091    | El Chamizal                         | 80               | 0.35           | Rural            | Ranchería           |
| 130270052    | El Dextho                           | 77               | 0.34           | Rural            | Ranchería           |
| 130270013    | El Chote                            | 64               | 0.28           | Rural            | Ranchería           |
| 130270054    | La Joya                             | 63               | 0.28           | Rural            | Ranchería           |
| 130270109    | La Esmeralda                        | 56               | 0.25           | Rural            | Ranchería           |
| 130270016    | La Esperanza Número Dos             | 56               | 0.25           | Rural            | Ranchería           |
| 130270053    | La Piña                             | 55               | 0.24           | Rural            | Ranchería           |
| 130270093    | El Denxe                            | 54               | 0.24           | Rural            | Ranchería           |
| 130270114    | El Catrín                           | 39               | 0.17           | Rural            | Ranchería           |
| 130270021    | El Lindero                          | 38               | 0.17           | Rural            | Ranchería           |
| 130270120    | La Cañada                           | 38               | 0.17           | Rural            | Ranchería           |
| 130270086    | Hacienda el Potrero                 | 33               | 0.14           | Rural            | Ranchería           |
| 130270099    | Tierra Amarilla                     | 31               | 0.14           | Rural            | Ranchería           |
| 130270073    | El Cajón                            | 29               | 0.13           | Rural            | Ranchería           |
| 130270113    | La Tuza                             | 28               | 0.12           | Rural            | Ranchería           |
| 130270045    | El Tigre                            | 27               | 0.12           | Rural            | Ranchería           |
| 130270089    | El Dambó                            | 26               | 0.11           | Rural            | Ranchería           |
| 130270008    | El Bosque                           | 25               | 0.11           | Rural            | Ranchería           |
| 130270119    | La Pahua                            | 23               | 0.10           | Rural            | Ranchería           |
| 130270062    | El Descansadero                     | 19               | 0.08           | Rural            | Ranchería           |
| 130270009    | La Cebolla (Arroyo de las Cebollas) | 17               | 0.07           | Rural            | Ranchería           |
| 130270039    | Santa Fe                            | 17               | 0.07           | Rural            | Ranchería           |
| 130270084    | Milpa Redonda                       | 16               | 0.07           | Rural            | Ranchería           |
| 130270087    | El Salto del Agua                   | 15               | 0.07           | Rural            | Ranchería           |
| 130270058    | Cerro de la Luna                    | 13               | 0.06           | Rural            | Ranchería           |
| 130270055    | Chicontla                           | 9                | 0.04           | Rural            | Ranchería           |
| 130270027    | Palo Gordo                          | 8                | 0.04           | Rural            | Ranchería           |
| 130270070    | Piedras Negras                      | 6                | 0.03           | Rural            | Ranchería           |
| 130270118    | Cruz de Zacate                      | 4                | 0.02           | Rural            | Ranchería           |
| 130270043    | El Tarral                           | 4                | 0.02           | Rural            | Ranchería           |
| 130270098    | Piedra Desboronada (Potrero Grande) | 4                | 0.02           | Rural            | Ranchería           |
| 130270092    | Cerro del Caballo                   | 3                | 0.01           | Rural            | Ranchería           |
| 130270012    | Chintipan                           | 3                | 0.01           | Rural            | Ranchería           |
| 130270072    | El Arenal                           | 3                | 0.01           | Rural            | Ranchería           |
| 130270061    | Las Estrellas                       | 3                | 0.01           | Rural            | Ranchería           |
| 130270088    | San Antonio                         | 3                | 0.01           | Rural            | Ranchería           |
| 130270100    | Zicatlán                            | 3                | 0.01           | Rural            | Ranchería           |
| 130270023    | El Ñanjuay (Agua Fría)              | 2                | 0.01           | Rural            | Ranchería           |
| 130270106    | Tres Marías                         | 2                | 0.01           | Rural            | Ranchería           |
| 130270117    | El Rincón de Cantarranas            | 1                | 0.00           | Rural            | Ranchería           |

## Política
Se erigió como municipio el 26 de abril de 1827. El Ayuntamiento está compuesto por: un presidente municipal, un síndico, ocho regidores, cuatro comisiones y cuarenta y cinco delegados municipales. De acuerdo al Instituto Nacional electoral (INE) el municipio está integrado por dieciséis secciones electorales, de la 0441 a la 0456. Para la elección de diputados federales a la Cámara de Diputados de México y diputados locales al Congreso de Hidalgo, se encuentra integrado al distrito electoral federal 4 de Hidalgo y al distrito electoral local 9 de Hidalgo. A nivel estatal administrativo pertenece a la Macrorregión II y a la Microrregión XXI, además de a la Región Operativa IV Tenango.

### Cronología de presidentes municipales
| Periodo                  | Nombre                        | Afiliación política        |
| ------------------------ | ----------------------------- | -------------------------- |
| 1964-1967                | José Escobar Gómez            | -                          |
| 1967-1970                | Leopoldo Rodríguez U.         | -                          |
| 1970-1973                | Eleodoro Flores Benítez       | -                          |
| 1973-1976                | Ángel Cruz Morales            | -                          |
| 1976-1979                | Joaquín Gardizabal Jaén       | -                          |
| 1979-1982                | Samuel Refugio Santillán      | -                          |
| 1982-1985                | Primitivo Islas Barragán      | -                          |
| 1985-1988                | Procopio Gayosso González     | -                          |
| 1988-1991                | Ricardo Antonio Leyva Prior   | -                          |
| 1991-1994                | Tomás Flores Tolentino        | -                          |
| 16/01/1994 al 15/01/1997 | Ernesto Arturo Vargas Cadena  | PRI                        |
| 16/01/1997 al 15/01/2000 | José Rolando Sevilla Carranza | PRI                        |
| 16/01/2000 al 15/01/2003 | Salí Bass Arroyo              | PRI                        |
| 16/01/2003 al 15/01/2006 | Alejandro Escobar Leyva       | PRI                        |
| 16/01/2006 al 15/01/2009 | Plinio Islas Olivares         | PRD                        |
| 16/01/2009 al 15/01/2012 | Fredy Lau Ríos                | PVEM                       |
| 16/01/2012 al 04/09/2016 | Ruperto Manilla Vigueras      | PRI                        |
| 05/09/2016 al 04/09/2020 | Efraín García García          | PRI                        |
| 05/09/2020 al 14/12/2020 | Sergio Sevilla Victoriano     | Concejo municipal Interino |
| 15/12/2020 al 04/09/2024 | Javier Santillán Melo         | Podemos                    |
| 05/09/2024 al 04/09/2027 | Yaralen Cortés Mendoza        | MC                         |

## Economía
En 2015 el municipio presenta un IDH de 0.612 Medio, por lo que ocupa el lugar 78.º a nivel estatal; y en 2005 presentó un PIB de $503 522 119 pesos mexicanos, y un PIB per cápita de $21 962 (precios corrientes de 2005).
De acuerdo con el Consejo Nacional de Evaluación de la Política de Desarrollo Social (Coneval), el municipio registra un Índice de Marginación Muy Alto. El 39.5% de la población se encuentra en pobreza moderada y 46.9% se encuentra en pobreza extrema. En 2015, el municipio ocupó el lugar 84 de 84 municipios en la escala estatal de rezago social.
A datos de 2015, en materia de agricultura, uno de sus cultivos es el fríjol, el cual ocupa una extensión de 357 hectáreas cultivadas; n cuanto a maíz grano, cuenta con 6830 hectáreas sembradas. Mención especial merece el cultivo de café gran porcentaje de la producción estatal proviene de Huehuetla. En el municipio no existen cultivos de riego, solo se efectúa la siembra de temporal. En ganadería elganado bovino cuenta con 1437 toneladas de producción, siendo el de mayor producción, siguiéndole así el porcino con un total de 102 toneladas, el ovino con un total de 11 toneladas, 49 toneladas de ave de corral. En silvicultura se explota las maderas que el municipio produce, pero con escasa vigilancia.
En las localidades se efectúan días de tianguis siendo los más importantes el de Huehuetla los domingos, San Lorenzo los viernes, San Antonio y Santa Úrsula los sábados. Para 2015 existen 312 unidades económicas, que generaban empleos para 412 personas. En lo que respecta al comercio, se cuenta con seis tiendas Liconsa. Diconsa reporta 17 tiendas de abasto ubicadas en San Guillermo Santa Úrsula; Huehuetla, San Antonio, Río Blanco San Ambrosio, Acuautla, El Ocotal, Huehuetla, Juntas Chicas, La esperanza, Barrio Huehuetla, San Esteban, San Clemente, El paraíso, San Lorenzo Achiotepec, San Gregorio, Dos Caminos, Chapingo y Colonia Linda Vista.
De acuerdo con cifras al año 2015 presentadas en los censos económicos del INEGI, la Población Económicamente Activa (PEA) de 12 años y más del municipio asciende a 6647 de las cuales 6255 se encuentran ocupadas y 392 se encuentran desocupadas. El 51.78% pertenece al sector primario, el 15.12% pertenece al sector secundario, el 32.44% pertenece al sector terciario y el 0.66% no especificado.